# Djurslands Bank
Djurslands Bank er en dansk bank, der har hovedsæde i Grenaa og filialer på Djursland, i Aarhus samt i Randers og Skanderborg.
Banken blev grundlagt i 1965 som en fusion af Folkebanken for Rougsø og Sønderhald Herreder (grundlagt 1906), Banken for Kolind og Omegn (grundlagt 1918) og Banken for Grenaa og Omegn (grundlagt 1922).
Djurslands Bank har 15 fysiske filialer inklusive en UngBank afdeling. Banken beskæftiger cirka 220 ansatte og er organisatorisk delt op i tre områder med områdekontorer i Grenaa, Risskov og Randers. Der er erhvervscentre i alle områder.  
Djurslands Bank er noteret på Københavns Fondsbørs.  
Bankens administrerende direktør er Sigurd Simmelsgaard og bestyrelsesformand er finanschef Ejner Søby.  
Bankens filialer:
Område Grenaa: Grenaa, Ebeltoft, Rønde 
Område Djursland: Randers, Auning, Ryomgård, Kolind 
Område Aarhus: Risskov, Løgten-Skødstrup, Hornslet, Hinnerup, Lystrup, Tranbjerg, Aarhus, Skanderborg.